# Saison 1972 de la NFL
Navigation
Édition précédente Édition suivante
La saison 1972 de la NFL est la 53e saison de la National Football League. Elle voit le sacre des Dolphins de Miami à l'occasion du Super Bowl VII. Les Dolphins signent une saison parfaite en n'enregistrant que des victoires (unique dans l'histoire de la ligue).

## Classement général
| Qualifié en play-offs |

| AFC Est                            |      |      |      |        |          |            |
| Franchise                          | Vic. | Déf. | Nuls | % vic. | Pts pour | Pts contre |
| Dolphins de Miami                  | 14   | 0    | 0    | 1.000  | 385      | 171        |
| Jets de New York                   | 7    | 7    | 0    | .500   | 367      | 324        |
| Colts de Baltimore                 | 5    | 9    | 0    | .357   | 235      | 252        |
| Bills de Buffalo                   | 4    | 9    | 1    | .321   | 257      | 377        |
| Patriots de la Nouvelle-Angleterre | 3    | 11   | 0    | .214   | 192      | 446        |
| AFC Central                        |      |      |      |        |          |            |
| Franchise                          | Vic. | Déf. | Nuls | % vic. | Pts pour | Pts contre |
| Steelers de Pittsburgh             | 11   | 3    | 0    | .786   | 343      | 175        |
| Browns de Cleveland                | 10   | 4    | 0    | .714   | 268      | 249        |
| Bengals de Cincinnati              | 8    | 6    | 0    | .571   | 299      | 229        |
| Oilers de Houston                  | 1    | 13   | 0    | .071   | 164      | 380        |
| AFC Ouest                          |      |      |      |        |          |            |
| Franchise                          | Vic. | Déf. | Nuls | % vic. | Pts pour | Pts contre |
| Raiders d'Oakland                  | 10   | 3    | 1    | .750   | 365      | 248        |
| Chiefs de Kansas City              | 8    | 6    | 0    | .571   | 287      | 254        |
| Broncos de Denver                  | 5    | 9    | 0    | .357   | 325      | 350        |
| Chargers de San Diego              | 4    | 9    | 1    | .321   | 264      | 344        |

| NFC Est                       |      |      |      |        |          |            |
| Franchise                     | Vic. | Déf. | Nuls | % vic. | Pts pour | Pts contre |
| Redskins de Washington        | 11   | 3    | 0    | .786   | 336      | 218        |
| Cowboys de Dallas             | 10   | 4    | 0    | .714   | 319      | 240        |
| Giants de New York            | 8    | 6    | 0    | .571   | 331      | 247        |
| Cardinals de Saint-Louis      | 4    | 9    | 1    | .321   | 193      | 303        |
| Eagles de Philadelphie        | 2    | 11   | 1    | .179   | 145      | 352        |
| NFC Central                   |      |      |      |        |          |            |
| Franchise                     | Vic. | Déf. | Nuls | % vic. | Pts pour | Pts contre |
| Packers de Green Bay          | 10   | 4    | 0    | .714   | 304      | 226        |
| Lions de Détroit              | 8    | 5    | 1    | .607   | 339      | 290        |
| Vikings du Minnesota          | 7    | 7    | 0    | .500   | 301      | 252        |
| Bears de Chicago              | 4    | 9    | 1    | .321   | 225      | 275        |
| NFC Ouest                     |      |      |      |        |          |            |
| Franchise                     | Vic. | Déf. | Nuls | % vic. | Pts pour | Pts contre |
| 49ers de San Francisco        | 8    | 5    | 1    | .607   | 353      | 249        |
| Falcons d'Atlanta             | 7    | 7    | 0    | .500   | 269      | 274        |
| Rams de Los Angeles           | 6    | 7    | 1    | .464   | 291      | 286        |
| Saints de la Nouvelle-Orléans | 2    | 11   | 1    | .179   | 215      | 361        |

## Play-offs
Les équipes évoluant à domicile sont nommées en premier. Les vainqueurs sont en gras

### AFC
- Premier tour : 
  - 23 décembre 1972 : Pittsburgh 13-7 Oakland
  - 24 décembre 1972 : Miami 20-14 Cleveland
- Finale AFC : 
  - 31 décembre 1972 : Pittsburgh 17-21 Miami

### NFC
- Premier tour : 
  - 23 décembre 1972 : San Francisco 28-30 Dallas
  - 24 décembre 1972 : Washington 16-3 Green Bay
- Finale NFC : 
  - 31 décembre 1972 : Washington 26-3 Dallas

### Super Bowl VII
- 14 janvier 1973 : Miami (AFC) 14-7 Washington (NFC), au Los Angeles Memorial Coliseum de Los Angeles